# Ułamek łańcuchowy
Ułamek łańcuchowy, ułamek ciągły (skończony) to wyrażenie postaci:
{\displaystyle a_{0}+{\cfrac {1}{a_{1}+{\cfrac {1}{a_{2}+{\cfrac {1}{\stackrel {\ddots }{\qquad a_{k-2}+{\cfrac {1}{a_{k-1}+{\cfrac {1}{a_{k}}}}}}}}}}}}}
gdzie {\displaystyle a_{0}} jest liczbą całkowitą, a wszystkie pozostałe liczby {\displaystyle a_{n}} są naturalne i dodatnie. Liczby {\displaystyle a_{1},a_{2},\dots ,a_{k}} nazywamy mianownikami częściowymi ułamka łańcuchowego. W niektórych źródłach zezwala się, by liczby {\displaystyle a_{n}} były rzeczywiste, a ułamki, w których {\displaystyle a_{0}\in \mathbb {Z} } i {\displaystyle a_{1},\dots ,a_{k}\in \mathbb {N} _{+}}, nazywa się dodatkowo arytmetycznymi.
Zamiast powyższej „piętrowej” notacji ułamki łańcuchowe najczęściej zapisuje się w postaci ciągu {\displaystyle [a_{0};a_{1},a_{2},a_{3},\dots ,a_{k}].} Spotykane są również inne notacje, między innymi notacja wprowadzona przez Pringsheima:
{\displaystyle a_{0}+{\frac {\ 1\mid }{\mid a_{1}\ }}+{\frac {\ 1\mid }{\mid a_{2}\ }}+{\frac {\ 1\mid }{\mid a_{3}\ }}+\ldots }.

Ułamek łańcuchowy nieskończony definiujemy jako granicę ciągu ułamków skończonych (granica ta zawsze istnieje):
{\displaystyle [a_{0};a_{1},a_{2},a_{3},\dots ]=\lim _{k\to \infty }[a_{0};a_{1},a_{2},a_{3},\dots ,a_{k}].}

Każdą liczbę rzeczywistą można zapisać w postaci ułamka łańcuchowego. Liczbom wymiernym odpowiadają ułamki skończone, natomiast liczbom niewymiernym – ułamki nieskończone. Dla ułamków łańcuchowych skończonych reprezentujących liczby wymierne zachodzi
{\displaystyle [a_{0};a_{1},a_{2},\dots ,a_{k}+1]=[a_{0};a_{1},a_{2},\dots ,a_{k},1],}
czyli ich rozwinięcie w ułamek łańcuchowy nie jest jednoznaczne. Staje się ono jednoznaczne przy założeniu, że ta ostatnia liczba jest większa od 1, tzn.
każdą liczbę wymierną można jednoznacznie przedstawić w postaci {\displaystyle [a_{0};a_{1},a_{2},\dots ,a_{k}],} gdzie {\displaystyle a_{0}} jest liczbą całkowitą, {\displaystyle a_{1},\dots ,a_{k}} są liczbami naturalnymi, a {\displaystyle a_{k}>1.} Rozwinięcie liczby niewymiernej w (nieskończony) ułamek łańcuchowy zawsze jest jednoznaczne.
Każdy okresowy ułamek łańcuchowy przedstawia pewną niewymierność kwadratową, tzn. niewymierny pierwiastek równania kwadratowego o współczynnikach całkowitych. Każda niewymierność kwadratowa rozwija się w okresowy arytmetyczny ułamek łańcuchowy.

## Znajdowanie ułamków łańcuchowych
Algorytm znajdowania reprezentacji liczby {\displaystyle x} w postaci ułamka łańcuchowego można opisać następująco:
1. {\displaystyle r=x,\,n=0}
2. {\displaystyle a_{n}=\lfloor r\rfloor }
3. JEŚLI {\displaystyle r-a_{n}=0} – STOP
4. {\displaystyle r=1/(r-a_{n}),\,n=n+1}
5. PRZEJDŹ DO 2

Dla {\displaystyle x=2{,}35} otrzymujemy na przykład:
- {\displaystyle r=2{,}35={\frac {47}{20}}}
- {\displaystyle a_{0}=\lfloor r\rfloor =2}
- {\displaystyle r={\frac {1}{{\frac {47}{20}}-2}}={\frac {20}{7}}}
- {\displaystyle a_{1}=\lfloor r\rfloor =2}
- {\displaystyle r={\frac {1}{{\frac {20}{7}}-2}}={\frac {7}{6}}}
- {\displaystyle a_{2}=\lfloor r\rfloor =1}
- {\displaystyle r={\frac {1}{{\frac {7}{6}}-1}}=6}
- {\displaystyle a_{3}=\lfloor r\rfloor =6}

Zatem:
{\displaystyle 2{,}35=2+{\cfrac {1}{2+{\cfrac {1}{1+{\cfrac {1}{6}}}}}}=[2;2,1,6]}

## Redukty, najlepsze wymierne przybliżenia
Niech {\displaystyle [a_{0};a_{1},a_{2},a_{3},\dots ]} będzie ułamkiem łańcuchowym (skończonym lub nieskończonym), wówczas liczbę {\displaystyle [a_{0};a_{1},a_{2},\dots ,a_{n}]} nazywamy {\displaystyle n}-tym reduktem tego ułamka łańcuchowego.
Dla {\displaystyle p_{n},q_{n}} zdefiniowanych rekurencyjnie wzorami:
{\displaystyle p_{-1}=1,\,q_{-1}=0,\,p_{0}=a_{0},\,q_{0}=1}
{\displaystyle p_{k+1}=a_{k+1}p_{k}+p_{k-1}}
{\displaystyle q_{k+1}=a_{k+1}q_{k}+q_{k-1}}
zachodzi {\displaystyle [a_{0};a_{1},a_{2},a_{3},\dots ,a_{n}]={\frac {p_{n}}{q_{n}}}.} Ponadto jest to postać nieskracalna tego ułamka.
Kolejne redukty rozwinięcia danej liczby w ułamek łańcuchowy są najlepszymi przybliżeniami wymiernymi tej liczby o możliwie małych mianownikach. Dokładniej, jeżeli ułamek {\displaystyle {\frac {p_{n}}{q_{n}}}} jest {\displaystyle n}-tym reduktem rozwinięcia liczby {\displaystyle a\in \mathbb {R} } w ułamek łańcuchowy, to dla każdej liczby wymiernej {\displaystyle {\frac {p}{q}}} spełniającej warunek {\displaystyle 0<q<q_{n}} zachodzi nierówność
{\displaystyle \left\vert a-{\frac {p_{n}}{q_{n}}}\right\vert <\left\vert a-{\frac {p}{q}}\right\vert }.
Ponadto redukty parzyste przybliżają liczbę od dołu (z niedomiarem), a nieparzyste od góry (z nadmiarem).